# Tatarský zákon
Tatarský zákon (v německém originále Das tartarische Gesetz) je opera (singspiel) o dvou dějstvích českého skladatele Jiřího Antonína Bendy. Libreto k ní napsal dramatik a básník Friedrich Wilhelm Gotter podle epizody z komedie Carla Gozziho Šťastní žebráci z roku 1763. Její premiéru uvedlo divadlo v Mannheimu dne 4. března 1787.

## Vznik, historie a charakteristika
Tatarský zákon, jeden z posledních singspielů Jiřího Antonína Bendy (není jisté, zda dětský singspiel Nalezenec aneb Překvapení vzácné není vznikl dříve nebo později) byl stejně jako většina ostatních Bendových hudebně-dramatických děl napsán na slova Friedricha Wilhelma Gottera, působícího mimo jiné jako dvorní archivář v Gotě u vévody Arnošta II. (V Gotě Benda do roku 1778 působil jako kapelník dvorní kapely, pak odešel do penze.) Námět pocházel ze hry soudobého italského dramatika Carla Gozziho a odrážel osvícenský zájem o Blízký východ, který v německé kultuře reprezentoval později například Mozartův Únos ze serailu nebo Goethův Západovýchodní díván. Gotter libreto publikoval již roku 1779 a již téhož roku je zhudebnil Johann André, vzápětí též Johann Adam Hiller, Franz Seydelmann a Ferdinand d'Antoine. Ještě před publikací, v roce 1778, zmiňoval Gotter v korespondenci, že zašle své libreto přímo Bendovi, ale Benda na své verzi začal pracovat zřejmě roku 1785 nebo 1786, přičemž možná některé části měl načrtnuty již dříve. Zachovala se část jeho korespondence s Gotterem z této doby; podle ní měl Benda v úmyslu svůj singspiel uvést v Gotě jako dobročinné představení, nakonec se však rozhodl usilovat o provedení v Mannheimu s jeho pověstně kvalitním orchestrem, s nímž měl on sám i jiní členové jeho rodiny osobní zkušenosti. Tam se také v prosinci roku 1786 vypravil – zval na cestu i Gottera a nabízel mu místo ve svém kočáře, ale ten nabídku nepřijal – a tam se také premiéra v březnu následujícího roku konala. Benda považoval premiéru Tatarského zákona za završení své hudebně-dramatické kariéry; v dopise Gotterovi psal: „Pro tentokráte Vám hlásím, že jsem dne 4. t. m. s naším Tatarským zákonem za zvuků trumpet a tympánů dal sbohem divadlu.“ Dle Thomase Baumanna Tatarský zákon v Mannheimu „propadl po prvním představení“. O nastudováních Bendovy verze Tatarského zákona jinde nejsou zprávy.

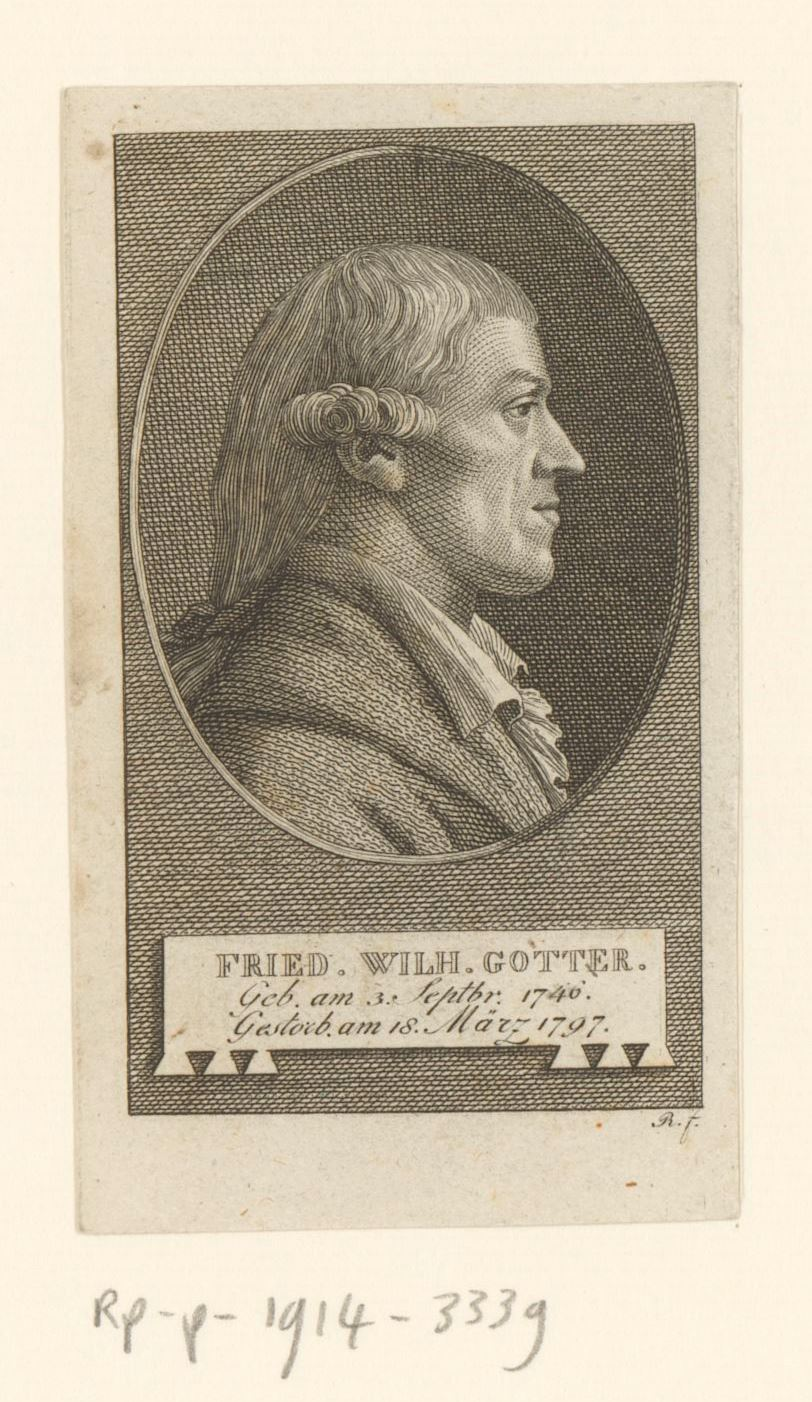
Libretista Tatarského zákona Friedrich Wilhelm Gotter, rytina z doby po roce 1797

Fritz Brückner považuje námět Tatarského zákona za přiléhavější Gotterovu talentu. Za nevýhodu označuje skutečnost, že příběh má komplikovanou prehistorii, která musí být postavami zdlouhavě vysvětlována, což je důsledek toho, že vznikl jen z jedné epizody Gozziho díla, a také příliš mnoho změn dějiště. Samotné dialogy považuje za „velmi plynulé a obratné“ s „obezřetně vybranými slovy“, Gotter se podle něj vyhýbá přehnané sentimentalitě, jaká převládá v Romeovi a Julii a Walderovi. „Zato však je všechno vnějškovější a povrchnější.“ Mnohem méně vyhovovala tato látka Bendovi, který v ní neměl prostor pro lidový element a lyriku. Podle Brücknera je hudba Tatarského zákona „zcela internacionální povahy, tj. je bezbarvá, ani soustavně vážná, ani soustavně veselá“. Zejména z dramaturgického hlediska je umístění zpívaných čísel neobratné a nedramatické, „všechno, co se zpívá, jsou jakési závěrečné etikety k něčemu, co se už stalo“. Upozorňuje na „jakýsi druh filosofie“, která dílem prostupuje a která připomíná Mozartovu Kouzelnou flétnu. Oba autoři, stejně jako například i vévoda Arnošt II., byli ostatně svobodní zednáři.
V nové době patrně nebyl Bendův Tatarský zákon uveden; úryvky z něj má předvést Das Rosentaler Ensemble na Ekhof-Festivalu v Gotě v srpnu 2022 v rámci koncertu Liebesmuth peitscht mein Blut (název Tauhariho árie z Tatarského zákona).

## Osoby
- Saed, bývalý vezír karakoranského krále, nyní žebrák – tenor
- Tauhari, bohatý samarkandský kupec  – bas
- Zenide, jeho zapuzená manželka – soprán
- Fatme, Evropanka, Zenidina otrokyně – soprán
- Imám samarkandský – mluvená role
- Kádí samarkandský – mluvená role
- Usbek, vyslanec karakoranského krále – mluvená role
- Gelindi, domorodka, Zenidina otrokyně – mluvená role
- Stráž
- Lid

## Děj opery
Odehrává se v neurčitém čase v Samarkandu.

### 1. dějství

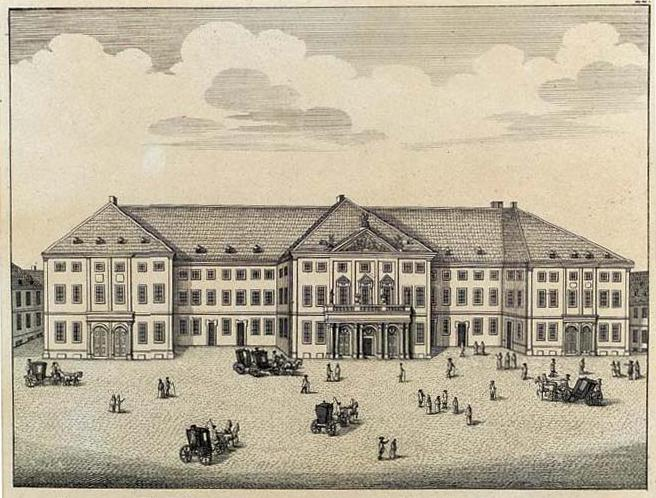
Národní divadlo v Mannheimu, v němž měl Bandův Tatarský zákon premiéru

(1. obraz – Síň v domě kupce Tauhariho) Kupec Tauhari právě zapudil svou manželku Zenidu. Po straně již tohoto rozhodnutí začíná litovat, ale navenek setrvává na hrozbách. Zenide je naopak šťastná, že získala zpět svou svobodu, třebas i tímto způsobem (č. 1 introdukce a duet Es ist geschehn).
(2. obraz – Nádvoří mešity) Saed, žebrák, naříká na svou bídu a přeje si brzkou smrt (č. 2 árie An meinem Leben nagt der Kummer). Přesto si pospíšil, aby byl u mešity dříve než ostatní žebráci. Na jeho bušení otevře dveře svatyně imám a chce Saeda odbýt, ať přijde v obvyklou hodinu almužen, ale Saed ho chce přimět ke štědrosti tím, že mu vypráví srdceryvný příběh svého života. Pocházel z bohaté rodiny z Damašku, ale své jmění prohýřil. Pak se dostal do Karakoranu, kde se osvědčil v králově vojsku, stal se jeho oblíbencem a nakonec vezírem. Jeho pád nezavinila jiná chyba než láska. Zamiloval se do neznámé dívky a tajně se s ní scházel – nemůže na ni vzpomínat bez slz (č. 3 árie Ah, verzeih Erinnerungen). Chtěl ji představit králi v přestrojení, ale jeho milá ho z hloupého žertu prohlásila milencem přední královy milostnice. Král se rozhněval a Saed mohl být rád, že nezaplatil životem a byl jen vyhnán jako žebrák (č. 3bis – repríza). Dojatý imám Saeda podarovává chlebem.
Přichází Tauhari a zoufá si, co učinil (č. 4 árie Liebesmuth peitscht mein Blut). Lituje zapuzení Zenidy a chce si ji vzít znovu. K tomu sice nepotřebuje její souhlas, ale tatarský zákon přikazuje, že aby tak mohl učinit, musí si ji mezitím vzít jiný muž – „hulla“ – a zapudit ji sám. Všimne si Saeda a chce ho využít. Vypráví mu o tom, jak se před dvěma měsíci oženil a zamiloval, ale jeho žena k němu byla chladná a odmítavá, až ji v rozčilení zapudil (č. 5 romance Die Undankbare lohnte mir). Po Saedovi chce, aby si jeho ženu vzal, ale musí odpřisáhnout, že se jí ani nedotkne a vzápětí ji zapudí. Oba muži stvrzují dohodu (č. 6 duet Ja, ich will, ja, ich muß).
(3. obraz – Zenidin pokoj) Zenide se raduje, že se zbavila manžela, a doufá, že se bude moci znovu setkat s mužem, kterého miluje (č. 7 árie Noch weiß ich nicht… Hoffnung, schöne Tochter des Himmels). Její evropská otrokyně Fatme jí přináší zprávu, že se ji bývalý manžel pokouší získat zpět, a teprve ze zděšené reakce své paní poznává, že její odmítavost k manželovi nebyla jen ženskou lstí. Fatme už viděla v této zemi hodně nešťastných manželství a klade to za vinu tomu, že muži získávají ženu mocí a udržují tyranstvím, místo aby založili vztah na obapolné lásce (č. 8 árie Weiberlist höhnt Schloß und Riegel).

### 2. dějství

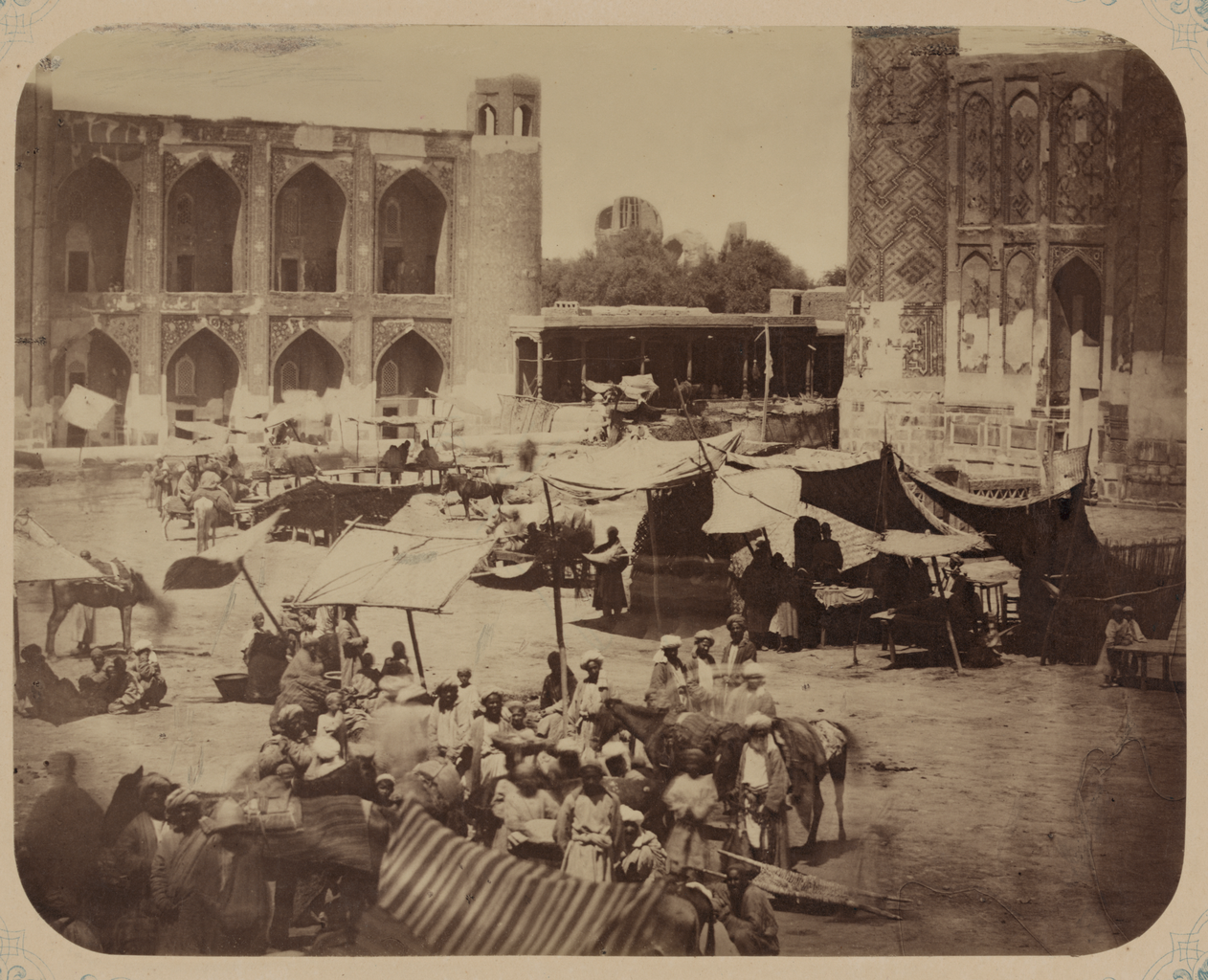
Náměstí v Samarkandu. Fotografie z doby kolem roku 1870

(1. obraz – Síň v Tauhariho domě) Imám Saeda prohlásil novým manželem Zenidy a varuje ho před křivou přísahou. Pak musí podle pravidel Saed vstoupit do ženiny ložnice a být s ní až do zapuzení sám. Tauharim zmítá žárlivost – několikrát posílá Saeda k Zenidě a zase ho volá zpátky (č. 9 duet Lustig, Hulla! geh von hinnen!). Když Saed konečně odejde, Tauhari žárlivostí přímo šílí (č. 10 recitativ a árie Er geht… Er hört mich nicht).
(2. obraz – Temná místnost, Zenidin pokoj) Saed vstoupí do Zenidiny ložnice. Netrvá dlouho a oba v sobě poznávají nešťastné milence z Karakoranu. Zenide se těší, že je nyní Saed jejím mužem, ale jeho přísaha, že Zenidu zapudí, je jejich štěstí překážkou. Saed se nakonec přes Zenidiny obavy rozhoduje svou přísahu porušit (č. 11 recitativ a duet Nein, Saed, nein… In deinem Arme leben).
Vstupuje Tauhari a zjišťuje, že se Saed zpěčuje Zenidu zapudit. Dává ho svými otroky svázat a odvést ke kádímu, aby Saeda odsoudil za křivou přísahu; Zenide z rozrušení omdlí (č. 12 tercet Halte deinen Schwur!). Tauhari se domnívá, že jí Saed ublížil, a přivolává Zenidiny otrokyně, aby ji vzkřísily. Evropanka Fatme a Asiatka Gelindi se dostávají do sporu o to, jak by si měla Zenide počínat. Zenide se vzpamatuje a před oběma uteče, i když ji Fatme ujišťuje o své oddanosti (č. 13 árie Daß bei fremden Zähren).
(3. obraz – Nádvoří mešity) Usbek, vyslanec karakoramského krále, se imáma vyptává na vezíra a přítele, kterého král nedávno nespravedlivě potrestal a nyní hledá, aby ho odprosil a vrátil mu bývalý majetek i postavení. Imám se ujistí, že posel je pravý, a odvádí ho ke kádímu, kde se má Saed právě nacházet.
(4. obraz – Audienční síň) Kádí poslouchá Tauhariho žalobu. Dává předvést Saeda. Ten opakuje, že se Zenidy vzdát nehodlá (č. 14 árie Ja, ich bin arm). Kádí ho odsuzuje ke sto ranám bičem a Saed se jim chce z lásky podrobit. Je předvedena i Zenide a k Tauhariho překvapení nechce Saeda potrestat, nýbrž se za něj přimlouvá a tvrdí, že ho miluje (č. 15 recitativ a árie O ich ihn liebe… Ja, ich athme nur für ihm). Kádí jí poskytuje ochranu před zuřícím exmanželem.
(5. obraz – Trh v Samarkandu) Saed je přivázán ke kůlu a má být bičován. Přicházejí imám a Usbek a snaží se tomu zabránit, stejně jako Zenide. Za ní pílí Tauhari a snaží se ji zoufale získat zpět, v čemž mu soudní stráž brání [č. 16 árie Zenide, süßes Leben!]. Vstupuje kádí: osvobozuje Saeda (hrozba bičováním byla prý jen zkouška) a dává mu číst dopis od karakoranského krále přinesený Usbekem. Nato potvrzuje definitivní zapuzení Zenidy Tauharim: ten ať se spokojí s tím, že si může podle práva ponechat Zenidino věno. S tím je Zenide srozuměna (je nyní paní vezírová). Tauhari předstírá smíření a chce ho stvrdit objetím, ale pokusí se přitom svou bývalou manželku probodnout dýkou. Saed mu v tom zabrání a kádí Tauhariho odsuzuje: na Zenidinu a Saedovu přímluvu mu ponechává život, ale veškerý jeho majetek konfiskuje ve prospěch potenciální oběti – Zenidy. Vše končí šťastně [č. 17 sbor So wird der Neid zu Schanden].